# Mariero (przystanek kolejowy)
Mariero – kolejowy przystanek osobowy w Mariero, w regionie Rogaland w Norwegii, jest oddalony od Stavanger o 4,13 km a od Oslo Sentralstasjon o 594,57 km. 

## Ruch pasażerski
Należy do linii Sørlandsbanen. Jest elementem Jærbanen - kolei aglomeracyjnej w Stavanger i obsługuje lokalny ruch między Stavanger, Nærbø i Egersund. Pociągi odjeżdżają co pół godziny do Nærbø i co godzinę do Egersund. 

## Obsługa pasażerów
Wiata, elektroniczny system informacji, automat biletowy, parking na 30 miejsc, parking rowerowy, przystanek autobusowy (800 m). Odprawa podróżnych odbywa się w pociągu.